# Satzberg
Der Satzberg ist ein 435 m ü. A. hoher Ausflugsberg im Norden des Stadtteils Hütteldorf im 14. Wiener Gemeindebezirk Penzing. Eine vorspringende Bergnase im Süden ist der Hüttelberg.
Der ursprünglich bewaldete Berg wurde während des Ersten Weltkrieges abgeholzt und anschließend durch wilde und illegale Siedlungen bebaut (heute Kleingartenanlagen, großteils gewidmet als ganzjähriges Wohnen).
Der Satzberg wird heute im Sommer vor allem zum Wandern genutzt, der Stadtwanderweg 4 verläuft durch das Gebiet. Gemeinsam mit dem Dehnepark, dem Gemeindewald und den Steinhofgründen ist der Satzberg ein wichtiges Naherholungsgebiet für den 14. und 16. Bezirk. Nordwestlich des Dehneparks liegt der Silbersee.
2010 wurde der unterste Teil des Satzbergs, das Naherholungsgebiet „Paradies“, für die Öffentlichkeit freigegeben. Im Winter gibt es gegenüber des Silbersees bei guter Schneelage eine 220 Meter lange Rodelwiese.